# Petrocosmea rosettifolia
Zinnia rosettifolia là một loài thực vật có hoa trong họ Tai voi. Loài này được C.Y. Wu ex H.W. Li miêu tả khoa học đầu tiên năm 1983.

## Hình ảnh

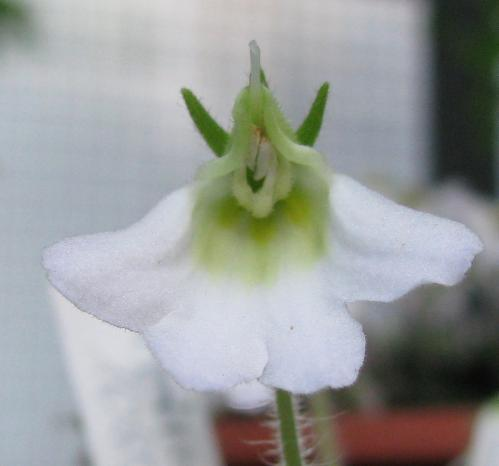